# Lawrence Alexander Sidney Johnson
Lawrence Alexander Sidney Johnson, conhecido como  Lawrie Johnson (Cheltenham, subúrbio de Sydney, 26 de junho de 1925 - St Leonards], perto de Sydney, 1 de agosto de 1997) foi um botânico australiano.

## Biografia
Trabalhou nos Jardins Botânicos Reais de Sydney durante toda a sua carreira profissional, como  botânico de 1948 a 1972, como diretor de 1972 a 1985 e  como associado honorário de pesquisas de 1986 a 1997.
Sozinho ou  com a  colaboração de  colegas,  reconheceu  e descreveu quatro novas famílias de plantas vasculares , 33 novos gêneros e 286 novas espécies botânicas, e reclassificou outras 395 espécies.
Das famílias que descreveu, a família das  Rhynchocalycaceae descrita em colaboração com Barbara Gillian Briggs (1934-),  em 1985, foi aceita pelo Grupo de Filogenia de Angiospérmicas; porém as famílias das Hopkinsiaceae e  Lyginiaceae  que propôs com B.G Briggs  em 2000, constituídas por espécies previamente classificadas nas Anarthriaceae, foram rejeitadas.
Lawrie Johnson morreu de câncer em  1997.

## Fonte
- Necrologia assinada por  B.G. Briggs publicada no Historical Records of Australian Science, vol. 13, n° 4, 2001 ; onde suas 145 publicações são citadas.